# Mama powtarzała
Mama powtarzała (zapis stylizowany: MAMA POWTARZAŁA) – szósty singel polskiego piosenkarza Sobla z jego drugiego albumu studyjnego, zatytułowanego W związku z muzyką. Singel został wydany 22 lipca 2024.
Piosenka była nominowana do nagrody polskiego przemysłu fonograficznego Fryderyka w kategorii „singiel roku hip hop”.
Nagranie otrzymało w Polsce status platynowego singla, przekraczając liczbę 50 tysięcy sprzedanych kopii.

## Geneza utworu i historia wydania
Utwór napisali i skomponowali Szymon Sobel i Nadim Akkash, który również odpowiada za produkcję utworu.
Singel ukazał się w formacie digital download 22 lipca 2024 w Polsce za pośrednictwem wytwórni płytowej Def Jam Recordings w dystrybucji Universal Music Polska. Piosenka została umieszczona na drugim albumie studyjnym Sobla – W związku z muzyką.
W marcu 2025 utwór uzyskał nominację do nagrody polskiego przemysłu fonograficznego Fryderyka w kategorii „singiel roku hip hop”.

## Teledysk
Do utworu powstał teledysk w reżyserii samego piosenkarza i Michała Mazurka, który udostępniono 23 lipca 2024 za pośrednictwem serwisu YouTube.

## Lista utworów
- Digital download[2]

1. „Mama powtarzała” – 3:22

## Notowania

### Pozycje na listach sprzedaży
| Kraj   | Lista (2024)             | Najwyższa pozycja |
| ------ | ------------------------ | ----------------- |
| Polska | Billboard Poland Songs   | 10                |
| Polska | OLiS – single w streamie | 11                |

## Certyfikaty
| Kraj          | Certyfikat      | Sprzedaż |
| ------------- | --------------- | -------- |
| Polska (ZPAV) | platynowa płyta | 50 000+  |

## Wyróżnienia
| Rok  | Konkurs        | Kategoria            | Rezultat  |
| ---- | -------------- | -------------------- | --------- |
| 2025 | Fryderyki 2025 | Singiel roku hip hop | Nominacja |